# Geocode (Afghanistan)
Geocode (Afghanistan) is een code die aan iedere Afghaanse plaats een uniek code geeft.

## Achtergrond
De bestuurlijke grenzen van Afghanistan hebben de laatste 50 jaar vele wijzigingen ondergaan. Eerst was Afghanistan verdeeld in 29 provincies, met een verdere onderverdeling in 325 districten. In de periode 1979-1982 is er geschoven tussen zowel provincies als districten, met als resultaat 32 provincies en 329 districten. In juni 2004 is de indeling wederom gewijzigd in 34 provincies en 397 districten. In de nabije toekomst zijn meerdere wijzigingen te verwachten. Met geocode wordt getracht nu en in de toekomst een duidelijk overzicht van de situatie te creëren.

## Beschrijving code
Het bestaat uit:
- Land: 2 alfabetische symbolen
- Provincie: 2 numerieke symbolen, 1e bestuurlijke niveau
- District: 2 numerieke symbolen, 2e bestuurlijke niveau
- Plaats: 5 numerieke symbolen, uniek nummer voor iedere plaats